# Отто Рудольф Гольмберг
Отто Рудольф Гольмберг (швед. Otto Rudolf Holmberg; 1 лютого 1874 — 28 грудня 1930) — шведський ботанік.

## Біографія
Отто Рудольф Гольмберг народився 1 лютого 1874 року у місті Сімрісгамн.
У 1893 році вступив до Лундського університету, де вивчав класичні мови. У вільний час вивчав місцеву флору, збирав рослини для гербарію, співпрацював із Лундським ботанічним товариством. Згодом залишив вивчення мов, розпочав роботу над отриманням ступеня бакалавра з ботаніки.
З 1898 року працював у редакції журналу Tidskrift för Landtmän, у 1899 році став секретарем Лундського ботанічного товариства. У 1909 почав працювати куратором Ботанічного музею Лунда. Протягом своєї кар'єри він здійснив декілька ботанічних експедицій по Скандинавії.
У 1904 році Гольмберг став асистентом на насіннєвій станції у Мальмегусі, де працював до 1928 року. деякий час викладав у школі.
Основний гербарій Гольмберга зберігається у Лундському університеті (LD).
Отто Рудольф Гольмберг помер 28 грудня 1930 року.

## Ботанічніепоніми
- Festuca ×holmbergii Dörfl., 1911 — ×Festulolium holmbergii (Dörfl.) P.Fourn., 1935
- Verbascum holmbergii Murb., 1933 — Verbascum alpigenum K.Koch, 1849

## Окремі наукові праці
- Holmberg O. R. Hartmans handbok i Skandinaviens flora. — Stockholm, 1922—1931.[4]